# I Believe in You
„I Believe in You“ је песма аустралијске певачице Кајли Миног, објављена као први сингл са њеног компилацијског албума Ultimate Kylie у децембру 2004. године у издању дискографске куће Парлофон.

## Информација
Песму су написали Миног и чланови групе Сизор систерс, Џејк Ширс и Бејбидеди. Продуцирали су је Ширс и Бејбидеди, и примила је позитивне критике музичких критичара. "I Believe in You" је брза диско љубавна песма, у којој се чује синтисајзер и инструменти са тастатуром, клавијатуре. Пјесма, чији је текст написала Миног, говори о томе како она не верује ни у шта осим у свог љубавника.
Написана је и снимљена за албум Ultimate Kylie током лета 2004. године у Лондону, а инспирација за песму узета је из диско и нев ваве електропоп музике 1980. Песма се отвара са клавијатуром која свира хорску мелодију. Ова мелодија наставља се кроз песму, осе код повремених пауза за Миног напјеве. Како се песма наставља, бубњеви и гудачки инструменти додани су у позадину, што траје кроз читаву песму. У рефрену Миног пева високе октавне напјеве с високим откуцавањем у позадини.

## Успех на топ љествицама
"I Believe in You" доспела је на радио 14. октобра 2004. године, и објављена је као сингл 6. децембра 2004. године у Великој Британији и дебитовала је и доспела на друго место тамошње листе. "I Believe in You" остала је између првих 10 места четири недеље, али је провела шест недеља на првом месту аирплаи лествице, и седамнаест недеља на лествицама укупно.
Песма је доспела на шесто место у Аустралији, и добила је платинасти сертификацију у 2005. године. Песма је номинована за награду у Аустралији за најбоље поп издање 2005. године, и донела је Миног номинацију за најбљег женског извођача, што је донело Миног аустралијској награду 8. годину за редом. У многим европским државама, песма је била на једном од првих 10 места на сингл и аирплаи лествицама. Песма је доспела на ниско место у Француској је није била доступна за куповину као сингл до 2005. године.
Песма није доспела у САД на лествицу Billboard Hot 100, али је доспела на 3. место на Билборд денс лествице. Песма је вратила Миног популарност на америчком данце тржишту. Песма је добила номинацију за награду Греми за најбољи денс снимак, што је за Миног номинација четврту годину за редом.

## Видеоспот
"I Believe in You" има футуристички видео-спот и приказује Миног у студију окружену шареним неонским светлима. Постоје четири дела, прва два су у великој сфери затвореној неонским светлима, трећи је једноставно Миног како плеше пре психоделичног бљеска ковитлајућих боја, сцена је са трупом плесача, од којих сваки носи осветљене костиме различитих боја. Као што се видео-спот наставља, четири сцене помешане су и свака постепено бледи, а укључени су и додатни снимци плесача, и Миног у другој сфери како носи исту одећу и има исту фризуру као иу првом делу. Миног носи три костима током видео-спота, и има две различите фризуре, ау једном делу има сјај око очију.

## Формати и спискови верзија
Европски CD сингл 1
1. "I Believe in You" – 3:22
2. "B.P.M." – 4:13

Европски CD сингл 2
1. "I Believe in You" – 3:22
2. "I Believe in You" (Mylo Vocal Mix) – 6:02
3. "I Believe in You" (Skylark Mix) – 7:57
4. "I Believe in You" (Видео-спот)

Европски 12" сингл
1. "I Believe in You" – 3:22
2. "I Believe in You" (Mylo Dub) – 6:02
3. "I Believe in You" (Skylark Mix) – 7:57

Аустралијски CD сингл
1. "I Believe in You" – 3:22
2. "B.P.M." – 4:13
3. "I Believe in You" (Mylo Vocal Mix) – 6:02
4. "I Believe in You" (Skylark Mix) – 7:57
5. "I Believe in You" (Видео-спот)